# فرودگاه مجکین
فرودگاه مجکین (به انگلیسی: Majkin Airport) یک فرودگاه همگانی با کد یاتا MJE است . این فرودگاه در کشور جزایر مارشال قرار دارد .